# ミサキ
ミサキは、多様な概念であり、定義することは難しいが、民俗的信仰生活の中で、時により地域により、神のように敬われたり、悪霊として恐れられたり、神の使者として畏れられるものの呼称である。

## 概要

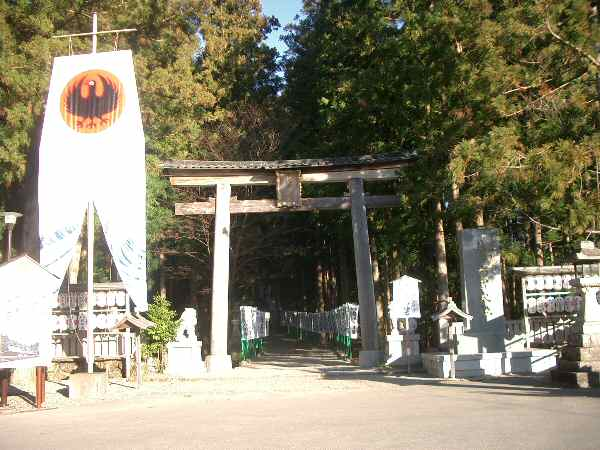
熊野本宮大社の八咫烏の旗

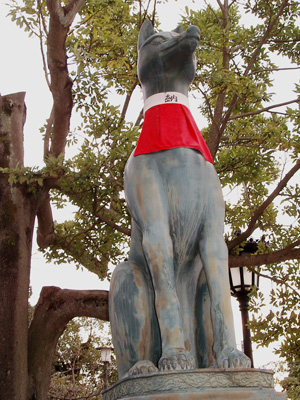
伏見稲荷の狐

神の去来の先鋒、先触れを意味する「みさき」に由来する呼称であり、御前、御先、御崎などと記された。
異常な死に方を遂げた者をミサキと呼ぶ場合もあり、海に突き出た陸地である「岬」のように、ある特定の場所をミサキと呼ぶこともある。ミサキという言葉は非常に古いものと考えられ、海に突き出た陸地を意味する「ミサキ」を除けば古い文献の用例は少ないが、平安末期の『梁塵秘抄』に収められた今様では、比叡山の守り神である日吉社の山王権現に仕える諸神や、京周辺の大社に祀られる眷属神が、恐ろしい「ミサキ神」として列挙されており、中世で彼らは深く畏怖され信仰され、朝廷や貴族にも影響を与えていた。
ミサキは動物の例が良く見られる。日本神話に登場する八咫烏もミサキの一種であり、八咫烏が神武東征の際に神武天皇の先導をした。また稲荷神の神使である狐もまたミサキの一種であり、この八咫烏や狐のように、重要なことや神の降臨に先駆けて現れるものがミサキとされている。
ミサキの伝承は広い範囲にわたり、多くの場合文字に残されるのではなく語り伝えられてきた。ミサキは非常に多様であり、ミ日本の伝統的社会の基層に関わる存在と言えるが、研究は困難で、これと定義することが難しい。柳田邦夫は、ミサキの変異の研究をすることで、民衆の何百年に渡る精神生活について知ることができると、その重要性を指摘しているが、「ミサキといふ語は土地によって色々の意味に用ゐて居るが、概していへば眼に見えぬ精霊で、触るれば人を害すべきものであった。」と、「目に見えぬ精霊」という非常に曖昧な定義に留めている。民俗宗教の研究者小嶋博巳は、「死霊とミサキー備前南部の死神伝承」（1996年）で、「ミサキという語がミ(御)+サキ(前・先)からなり,その原義が神の先立ちというほどの意味であったとみることは、ほぼ定説と言ってよいであろう。神出現の前兆としての自然現象や、神の使令としての霊的動物などをこの名で呼ぶ用法は、この考えから理解しやすいものである。しかし、他方で、さまざまな災厄をもたらす危険な霊的存在をミサキと呼ぶ地方があることも、よく知られた事実である。」、語源とその用例の一部を示して紹介しているが、定義は避けている。岡山県のミサキ研究者三浦秀宥は、似ていない信仰でも同じミサキという呼称が用いられてきたことは、この言葉の中に一貫した信仰の流れがあったとし、古代から時間経過でミサキ信仰が多様化したと示唆しているが、どのように多様化したのかはよくわかっていない。
間崎和明は、各県が発行する県史の民俗編という現代の比較的新しい研究を利用し、ミサキを「田の神、あるいはその使い」「神に捧げる動物霊」「恨みを残した死者の伝承」「正体不明の憑き物・妖怪」「死者の口寄せ」「先祖ではないが盆に祀られるもの」「神楽」「異常死に関わる地点」「屋敷神」「部落の鎮守」「異常な死をとげた者」「浮遊霊」「死後、成仏のために死者から離すもの（成仏を妨げるもの）」「刀剣を祭祀しているもの」「船頭らに信仰される水の神」「死後時を経た一族の先祖」「墓地にありつつ墓ではない塚」に類型化している。

## ミサキ神
『梁塵秘抄』では次のように謡われていた。
- 「神のみさきの現ずるは、さら九よ山長行事の高の御子、牛の御子[注釈 1]、玉城響かいたうめる鬢頬結ひの、一童や いちゐさり 八幡[注釈 2]にまっとうせいしん ここには荒夷」[12]
- 「東の山王恐ろしや、二宮客人の行事の高の御子、十禅師山長石動の三宮、峯には八王子ぞ恐ろしき、」[13]

ここで言う「神のみさき」とは、神の顕現の際に、その道行きを案内をしたり、その神に代わり役割を務めたりする先導神や使令の神々、ミサキ神のことである。八幡や天神、山王権現などの神格の高い力ある大神に付き従い、その社地の摂社に祀られる神々を、中世の人々は「小神」と呼んでいたようであり、小神たちは、崇りによって大神に代わってその神威を発揚し、その威を知らしめた。上に引用した『梁塵秘抄』では、比叡山の守り神である日吉社山王権現に仕える諸神をはじめとして、京周辺の大社に祀られる眷属神が列挙されている。例えば、この八幡の「まっとうせいしん」とは仏法を護る八幡の眷属神として「松童」神を善神と呼だものと思われる。石清水八幡宮に伝えられる『宮寺縁事抄』によると、「松童」は、石清水八幡宮創始に関わって現れた神で、託宣する神であり、高良明神（宇佐八幡の伝承では八幡大神の別名とも伝えられる根本神）の分身とも伝えられ、社殿をもたず高良社の板敷の下に祀られていたと記されている。松童神は、逆らう者を力でもって降伏する荒ぶる神であり、崇りなす呪誼神・悪神であり、自らを小神と呼ぶ神であったという。社殿がないのは、単に神格が低いというのでなく、明神の神威によって高良社板敷きの下に封じ込められてたと考えられる。松童神は託宣で、「大神は、その度量も大きいからめったに怒ることはないが、それに付き従う己のような小神は、すぐにかっとなって何をするかわからないぞ」と脅しており、十禅師、山長、行事、高の御子、牛の御子などの山王日吉社の神々や、八幡の松童、北野天神の老松・富部、貴船の奥深の吸葛や黒尾、吉備津神社の艮御前(ウシトラミサキ)など「神のみさき」と歌われた小神たちは、大神に代わり神威を奮う、恐ろしい崇りなす悪神、ミサキの神として恐れられた。

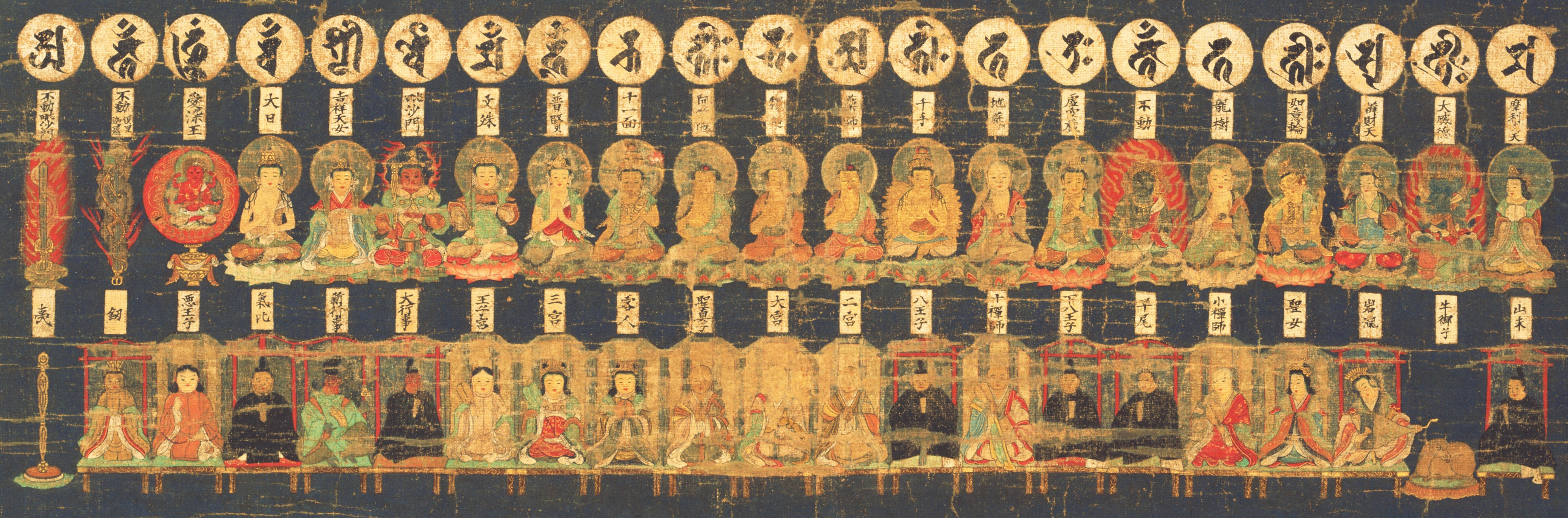
絹本著色日吉山王宮曼荼羅図の上部（1334年-1392年頃）。山王二十一社の祭神・本地仏・種子。

「老松」「富部」は北野天神社に祀られた天神独自の「ミサキ神」ともいうべき神々であり、天神自らが託宣で「はなはだ厄介で始末の悪い神だから十分に気をつけてあつかえ」と述べるように、天神に代わってその威力を発揚する典型的な「御先神」であったと考えられている。
ただし、柳田国男、折口信夫が指摘するように、タタルはタツやタルなどと同根の語で、「神霊の現世への示現やその威力の顕現を表わす」のが原義あり、吉凶に関わらず神霊の威力の発動をタタルと称しており、必ずしも厄災をもたらすものに限らなかった。よって、タタリなすミサキの神たちも、信徒に対しては災厄から守り、福徳をもたらす利益の神でもあり、両義的な二面性を持っていた。中世の人々は、「一切の災難を払って諸々の願いを成就してくれる霊験あらたかな守護神」としてタタリなす小神、ミサキの神々に熱心にすがり、後白河法皇が山王大宮権現を始めとする諸神に贈位したように、深い畏怖の心を抱いていた。
当時の小神たちは、夢告、示現、託宣や、社殿や御神鏡、御正体、御竃などが怪しい音をたてて鳴動・発光する、落雷や火災などの災害、または鼠による御神宝などの損壊などにより、神意の発現、タタリをなしたと報告されている。諸社ではこうしたタタリの証拠品や証言を添えて朝廷に経緯を注進し、それを受けた朝廷は神祇官や陰陽寮にト占を行わせ、神意の発現と判断されれば、使者を送り、奉幣をしたり、土地や位階を贈ることもあり、平安末期には神への位階の贈呈が頻繁に行われた。

## 田の神あるいはその使い
福島県いわき地方では、1月11日に田に初鍬を入れて「カミサキ、カミサキ」と言って鳥を呼び込み、その年の豊作を祈願する「ノウタテ」という行事がある。間崎和明は、農業を生業とする者が農業の開始時または終了時に烏をミサキとして祀る例を、「田の神、あるいはその使い」のグループとしている。柳田国男は「みさき神考」で、このグループのミサキに相当するものを、山の神の前駆と解釈しているため、農業に関わる祭りでミサキと呼ばれる鳥は、神の先駆、姿を現すことのない神の代わりと解釈されることが多い。しかし、鳥は農業の開始あるいは終了という特定の時点でのみ祭祀対象となっており、ここでの鳥は常時はミサキではなく、神の使いではない。

## 憑き物としてのミサキ
民間信仰において、特に西日本ではミサキは憑き物の信仰と結びつき、行逢神やひだる神などのように、不慮の死を遂げて祀られることのない人間の怨霊が人に憑いて災いをなすものとされることが多い。前述のようにミサキは霊としては小規模だが、小規模であるほどその祟り方も顕著だという。ミサキは一般には眼に見えないものとされ、ミサキとの遭遇は体調不良など一種の予感として現れるものが多い。寂しい道を歩いている最中の突然の寒気や頭痛はミサキのためという。ミサキは風を伴うものといわれることが多いことから、こうした病状を「ミサキ風にあたった」などという。山口県萩市六島町では脳溢血で倒れた人を同様に「ミサキ風にあたった」という。中国地方では横死した人間の霊がミサキになるという。
憑き物としてのミサキは現れる場所によって、山ミサキ（山口県、四国）、川ミサキ（四国）と呼ばれ、川ミサキが山に入ると山ミサキになるともいう。徳島県三好郡では川で疲労を覚えることを「川ミサキに憑けられた」という。
四国ではこうした憑き物をハカゼといって、人や家畜がこれにあたると病気になったり、時には命を落とすこともあるという。
高知県や福岡県ではミサキは船幽霊の一種と見なされ、海で死んだ者の霊がミサキになるといい、漁船に取り憑いて、船をまったく動かなくするなどの害をなすといわれている。これは俗に「七人ミサキ」と呼ばれ、飯を炊いた後の灰を船の後方から落とすと離れるという。福岡県でも同様に船幽霊の一種とされる。
また西日本のみならず青森県津軽地方では、ミサキに憑かれると全身に冷水をかけられたように体の震えが止まらなくなり、高知と同様に飯を炊くのに使った薪の灰を船から落としてミサキを祓うという。